# Gymnothorax shaoi
Gymnothorax shaoi és una espècie de peix marí pertanyent a la família dels murènids i a l'ordre dels anguil·liformes.

## Etimologia
Gymnothorax prové dels mots grecs gymnos (nu, no vestit) i thorax, -akos (tòrax), mentre que shaoi fa referència al Dr. Kwang-Tsao Shao per les seues contribucions a l'estudi dels peixos de Taiwan.

## Descripció
Fa 60,8 cm de llargària màxima. Cos i aletes de color marró clar (conservat en alcohol o formol, es torna gris marró) i amb taques marrons fosques més grans als flancs (en 3 fileres com a mínim: una al llarg de la línia lateral, una altra al llarg de la base de l'aleta dorsal i una altra al llarg de la base de l'aleta anal). Aleta dorsal moderadament alta i amb unes poques taques de color cafè fosc. Mandíbules i abdomen clars. Àrea anterior del cap sense grans taques fosques. Quan és viu, l'iris dels ulls és de color groc a taronja i les taques del cos de color marró rogenc fosc. Narius anteriors tubulars a cada costat de l'extrem del musell. Boca en posició terminal i capaç de tancar completament. Dents de les mandíbules caniniformes i, generalment, uniserials. Canal supraorbitari amb 3 porus, conducte infraorbitari amb 4 i canal mandibular amb 6-7. 5-9 dents vomerianes, petites i en una sèrie lineal. Aquesta espècie és clarament diferent al seu congènere més similar, Gymnothorax fimbriatus, pel seu color corporal marró, les taques marrons fosques en 3 fileres dels flancs, les aletes sense vores clares, menys vèrtebres (128 vs. 143) i una grandària més petita (60,8 mm vs. 88,3).

## Hàbitat i distribució geogràfica
És un peix marí, bentopelàgic i de clima temperat, el qual viu al Pacífic nord-occidental: el sud-est de Taiwan.

## Observacions
És inofensiu per als humans i el seu índex de vulnerabilitat és de moderat a alt (46 de 100).